# Paso Canoas

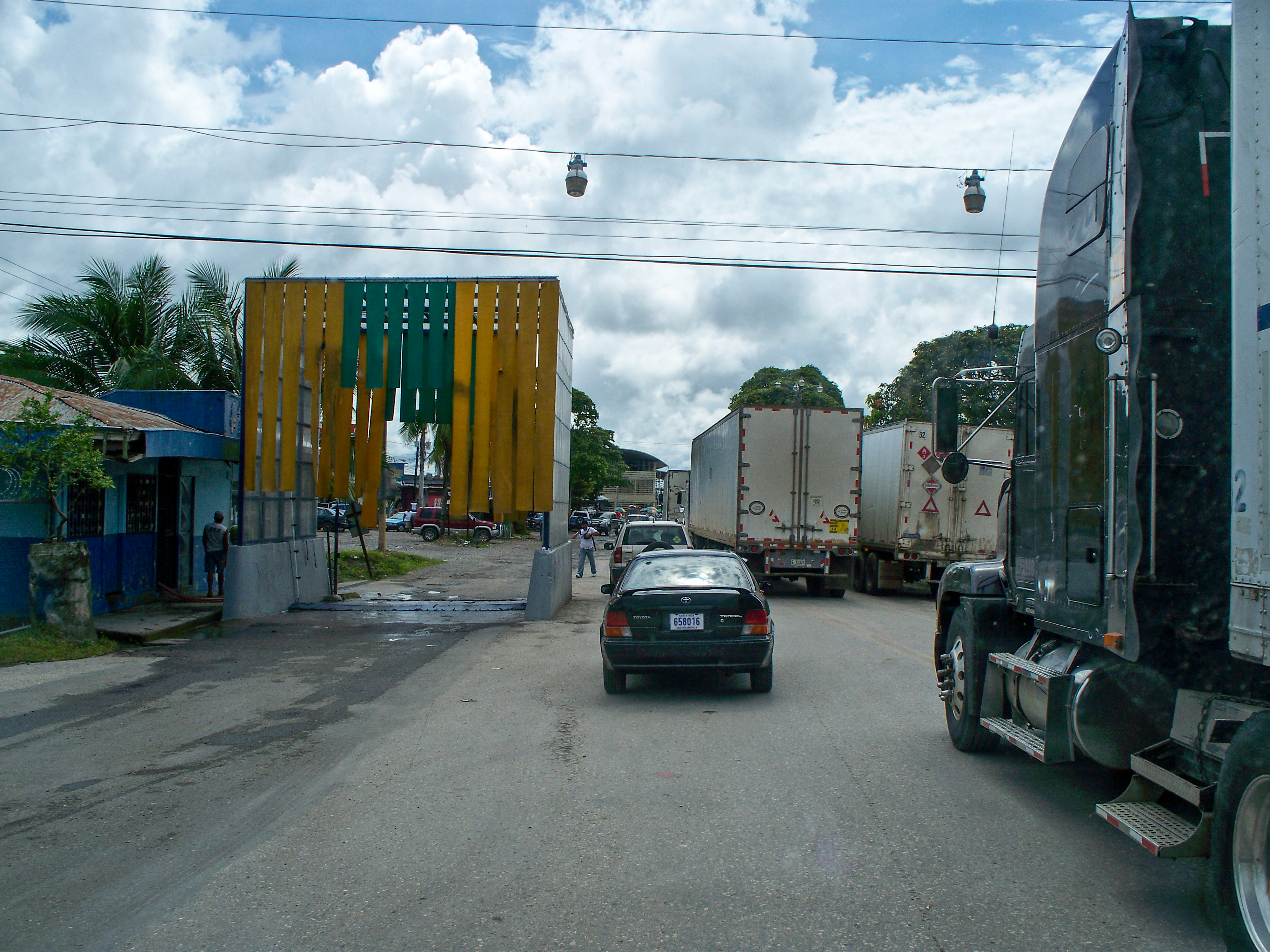
Camiones estacionados en el lado costarricense

Paso Canoas es una ciudad internacional repartida entre Costa Rica y Panamá, en donde la frontera entre ambos países recorre de norte a sur, dando como resultado que sea tanto costarricense como panameña.
La zona costarricense de Paso Canoas forma parte del distrito de Canoas, en el cantón de Corredores, provincia de Puntarenas (región Brunca). Por su parte, la zona panameña pertenece al corregimiento de Progreso, en el distrito de Barú, provincia de Chiriquí.
Al encontrarse situada en una zona fronteriza, el comercio transfronterizo es de gran importancia para los pobladores de la zona. La ciudad no se encuentra dividida físicamente y tiene como único punto de control las oficinas de migración de cada país. En 2011, ambas naciones firmaron un acuerdo migratorio donde se permite un límite de tolerancia para el libre tránsito y desarrollo de actividades comerciales hasta 100 metros del otro lado de la línea fronteriza.

## Historia
La definición de la frontera con el Tratado Echandi-Fernández en 1941 y la construcción de la Carretera Panamericana en ambas naciones durante la década de 1960 facilitaron el establecimiento de puestos aduaneros para Costa Rica y Panamá en un punto común.
En 1961 se dio inicio al desarrollo de Paso Canoas, y hacia 1973 el pueblo ya mantenía una pequeña población centrada en ambas aduanas a lo largo de la Panamericana y con las calles que bordean la frontera; en el caso de Panamá, había un factor geográfico adicional en donde el río Chiriquí Viejo se ubica justo al este. Tanto del lado costarricense como del lado panameño, la ciudad comenzó a crecer de manera perpendicular a la Panamericana y el factor de intercambio comercial entre ambos países hizo proliferar negocios y tiendas en el centro de ambas zonas.
Hacia 1984, la ciudad había alcanzado en el aspecto vial que se observa en la actualidad, apoyados principalmente por la Ruta 238 y la carretera de Paso Canoas (del lado costarricense), y por la carretera a Puerto Armuelles y la carretera a Río Sereno (del lado panameño).

## Educación
En Canoas existen instituciones de educación primaria y secundaria, tanto de carácter público como privado. Además, varias universidades costarricenses tienen sedes en la zona: la Universidad Nacional de Costa Rica (Campus Coto) inauguró una sede para prestar los servicios de educación superior pública a las comunidades cercanas. La Universidad Latina de Costa Rica y la Universidad Metropolitana Castro Carazo también están presentes en Paso Canoas.